# Atchez Pitt
Atchez Pitt (1896-1956) est maire de Trois-Rivières de 1937 à 1941. Il fut également candidat libéral défait aux élections provinciales de 1939 (province de Québec, Canada) dans la circonscription de Trois-Rivières.

## Biographie
Atchez Pitt s'est associé avec Aimé Desroberts, qui avait fondé son entreprise Desroberts inc. en 1918. En 1935, l'entreprise prend le nom de Desroberts et Pitt. Il en devient le principal actionnaire en 1945. Il devient maire de Trois-Rivières en 1939. En 1940, il inaugure le parc Saint-Philippe (devenu plus tard le parc Pie-XII). En 1941, il se crédite dans Le Nouvelliste d'avoir fait disparaître l'aide aux nécessiteux et d'avoir donné de l'emploi aux gens.